# ماکسیم توپیلین
ماکسیم آناتولیویچ توپیلین (روسی: Макси́м Анато́льевич Топи́лин، متولد ۱۹ آوریل ۱۹۶۷ در مسکو) یک اقتصاددان روسی است. او دارای رتبه خدمات غیرنظامی ایالتی فدرال درجه ۱ مشاور ایالتی فعال فدراسیون روسیه است. وی از مه ۲۰۱۲ تا ژانویه ۲۰۲۰ به عنوان وزیر کار و امور اجتماعی فدراسیون روسیه خدمت کرد. از ژانویه ۲۰۲۰ تا فوریه ۲۰۲۱ او رئیس صندوق بازنشستگی فدراسیون روسیه بود.